# Щербо Віталій Венедиктович
Віталій Венедиктович Щербо  (біл. Віталь Венядзіктавіч Шчэрба, нар. 13 січня 1972) — білоруський гімнаст, олімпійський чемпіон. Заслужений майстер спорту СРСР (1991), Заслужений майстер спорту Республіки Білорусь (1994) зі спортивної гімнастики.

## Біографія
З 1993 р інструктор по спорту Міністерства спорту і туризму Білорусі, член республіканської збірної команди зі спортивної гімнастики. 14-разовий чемпіон світу, 10-разовий чемпіон Європи. Переможець Ігор доброї волі (1990, США). Чемпіон Універсіад (1993, 1995). Найкращий спортсмен світу за 10-річчя (1991–2000).
З 1996 р живе в США (м. Лас-Вегас), має власну гімнастичну школу; з 1998 р — тренер збірної США зі спортивної гімнастики.

## Виступи на Олімпіадах
| Олімпіада      | Дисципліна       | Місце              |
| -------------- | ---------------- | ------------------ |
| Барселона 1992 | абсолютний залік | Золото             |
| Барселона 1992 | командний залік  | 1                  |
| Барселона 1992 | вільні вправи    | 6                  |
| Барселона 1992 | опорний стрибок  | 1                  |
| Барселона 1992 | паралельні бруси | 1                  |
| Барселона 1992 | перекладина      | 11T (кваліфікація) |
| Барселона 1992 | кільця           | 1                  |
| Барселона 1992 | кінь             | 1T                 |
| Атланта 1996   | абсолютний залік | 3                  |
| Атланта 1996   | командний залік  | 4                  |
| Атланта 1996   | вільні вправи    | 7                  |
| Атланта 1996   | опорний стрибок  | 3                  |
| Атланта 1996   | паралельні бруси | 3                  |
| Атланта 1996   | перекладина      | 3T                 |
| Атланта 1996   | кільця           | 30T (кваліфікація) |
| Атланта 1996   | кінь             | 58 (кваліфікація)  |